# Habitatge unifamiliar a la rambla Marquesa de Castellbell (Sant Feliu de Llobregat)
L'Habitatge unifamiliar a la rambla Marquesa de Castellbell és una obra de Sant Feliu de Llobregat (Baix Llobregat) protegida com a Bé Cultural d'Interès Local.

## Descripció
Construcció situada a la cantonada entre la Rambla Marquesa de Castellbell i el Passatge Roig. Es tracta d'una petita edificació amb jardinet al davant, que tot i haver patit moltes remodelacions, conserva alguns elements originaris com el balcó i la seva barana, la distribució amb jardinet anterior, les pinyes escultòriques que culminen la paret de tancament i, en la façana del Passatge Roig, la finestra trífora de les golfes.